# أشلي بريان
أشلي بريان (بالإنجليزية: Ashley Bryan)‏ هو كاتب للأطفال وكاتب أمريكي، ولد في 13 يوليو 1923 في هارلم في الولايات المتحدة.

## وصلات خارجية
- أشلي بريان على موقع IMDb (الإنجليزية)